# Carex goyenii
Carex goyenii är en halvgräsart som beskrevs av Donald Petrie. Carex goyenii ingår i släktet starrar, och familjen halvgräs. Inga underarter finns listade i Catalogue of Life.